# 渓雲寺
渓雲寺（けいうんじ）、岐阜県多治見市笠原町にある釈迦如来を本尊とする臨済宗妙心寺派の寺院。山号は龍吟山。東海四十九薬師霊場二十四番。

## 歴史
字深山にあったという鳳来寺所縁の薬師堂がその濫觴とされる。
薬師堂には妻木郷崇禅寺三世の末傳宗本が隠居していたと伝わる。
承応2年（1653年）7月に字元竃に移転し、龍吟山と称する様になる。
元禄6年（1693年）諸像の傷みが激しくなっていたことから修復を施している。
文化12年（1815年）に火災に見舞われ、伽藍とともに古文書の多くを失った。
明治に至り本尊を釈迦如来にあらため、薬師如来は新たに設けられた薬師堂に移された。

## 文化財

### 多治見市指定文化財
- 絹本著色涅槃図(元禄16年)
- 古瀬戸灰釉四耳壺(14世紀前半)